# Ministarstvo mora, prometa i infrastrukture Republike Hrvatske
Ministarstvo mora, prometa i infrastrukture je središnje tijelo državne uprave u Republici Hrvatskoj koje obavlja upravne i druge poslove koji se odnose na: 
- sveobuhvatne mjere zaštite Jadranskog mora, otoka i priobalja, te njihovog održivog razvoja, predlaganje razvojne politike i uspostave cjelovitog sustava planiranja, programiranja, upravljanja i financiranja razvoja otoka i priobalja, planiranje, izradu i provedbu strateških dokumenata i projekata prometne, komunalne i društvene infrastrukture na otocima i u priobalju, analizu gospodarenja morskim resursima i prostorom uz morsku obalu, mjere racionalnog korištenja mora kao prirodnog resursa, nadzor nad provedbom postupka koncesija na području gospodarskog pojasa i koncesija za podizanje ribogojilišta, unutarnji i međunarodni pomorski, nautički, cestovni, željeznički, zračni, poštanski i telekomunikacijski promet te promet na unutarnjim vodama s infrastrukturom tih vidova prometa;
- predlaže strategiju razvoja svih vidova prometa;
- zaštitu mora od onečišćenja s brodova;
- morske luke, pomorsko dobro i utvrđivanje granica pomorskog dobra, pomorsko osiguranje i pomorske agencije;
- luke na unutarnjim plovnim putovima;
- kopneni robno-transportni centri;
- zračne luke;
- prijevozna sredstva osim onih poslova koji ulaze u djelokrug drugih ministarstava;
- telekomunikacije i poštu;
- izradu tehničkih uvjeta i uvjeta uporabe objekata, tehničke opreme i instalacija telekomunikacija i radijskih komunikacija;
- donošenje podzakonskih propisa o koncesijama za obavljanje usluga u javnim telekomunikacijama;
- emitiranje i distribuciju radijskih i televizijskih programa;
- međunarodnu koordinaciju uporabe radijskih frekvencija, uporabu radijskih frekvencija;
- izdavanje dozvola za radijske postaje domaćim i stranim osobama; inspekcijske poslove;
- sigurnosti plovidbe na moru, unutarnjeg i međunarodnoga cestovnog prometa i cesta osim poslova iz djelokruga Ministarstva unutarnjih poslova, sigurnosti željezničkog prometa, sigurnosti zračne plovidbe, sigurnosti plovidbe na unutarnjim vodama, telekomunikacija i pošta, unutarnjeg i međunarodnoga poštanskog i telekomunikacijskog prometa te nadzor radijskih frekvencija;
- organiziranje izrade strateških infrastrukturnih projekata i investicijskih programa od posebnog značenja za Republiku Hrvatsku i pripremanje prijedloga Vladi Republike Hrvatske za njihovo odobravanje;
- organiziranje tome odgovarajućih velikih infrastrukturnih investicijskih radova u izgradnji objekata i uređaja vodoprivredne prometne infrastrukture, osim njihove rekonstrukcije i održavanja, i drugih odgovarajućih krupnih infrastrukturnih radova od značaja za održivi razvitak Republike Hrvatske koji se u cijelosti ili u većoj mjeri financiraju sredstvima državnog proračuna, te usklađuje aktivnosti drugih subjekata u izgradnji takvih objekata i prati i kontrolira te investicije, te obavlja stručne poslove koji se odnose na pokretanje, usklađivanje i nadzor poslova određenih aktima i propisima kojima se uređuje razvitak otoka i priobalja.

Ministarstvu mora, prometa i infrastrukture nakon parlamentaranih izbora 2011. promijenjen je naziv u Ministarstvo pomorstva, prometa i infrastrukture.

## Ministri
Dužnost ministra pomorstva, prometa i infrastrukture trenutačno obnaša Oleg Butković.